# Esquerdinha
José Marcelo Januário de Araújo, plus communément appelé Esquerdinha, est un footballeur brésilien né le 6 mai 1972 à Caiçara et mort le 31 octobre 2018 à João Pessoa. Il évoluait au poste d'arrière gauche.

## Carrière
- 1990-1991 :  Santos (João Pessoa)
- 1992-1993 :  Botafogo FC (João Pessoa)
- 1994 :  Corinthians Alagoano
- 1994 :  EC Paraguaçuense
- 1995 :  EC Bahia
- 1996 :  Fluminense FC
- 1996-1998 :  EC Vitória
- 1998-2001 :  FC Porto
- 2001-2002 :  Real Saragosse
- 2002-2003 :  Académica de Coimbra
- 2003 :  Goiás EC
- 2007 :  Botafogo FC (João Pessoa)[2],[3]

## Palmarès
Avec l'ES Vitória :
- Champion de Bahia en 1996 et 1997
- Vainqueur de la Copa do Nordeste en 1997

Avec le FC Porto :
- Champion du Portugal en 1999
- Vainqueur de la Coupe du Portugal en 2000 et 2001
- Vainqueur de la Supercoupe du Portugal en 1999